# Sprickvulkan

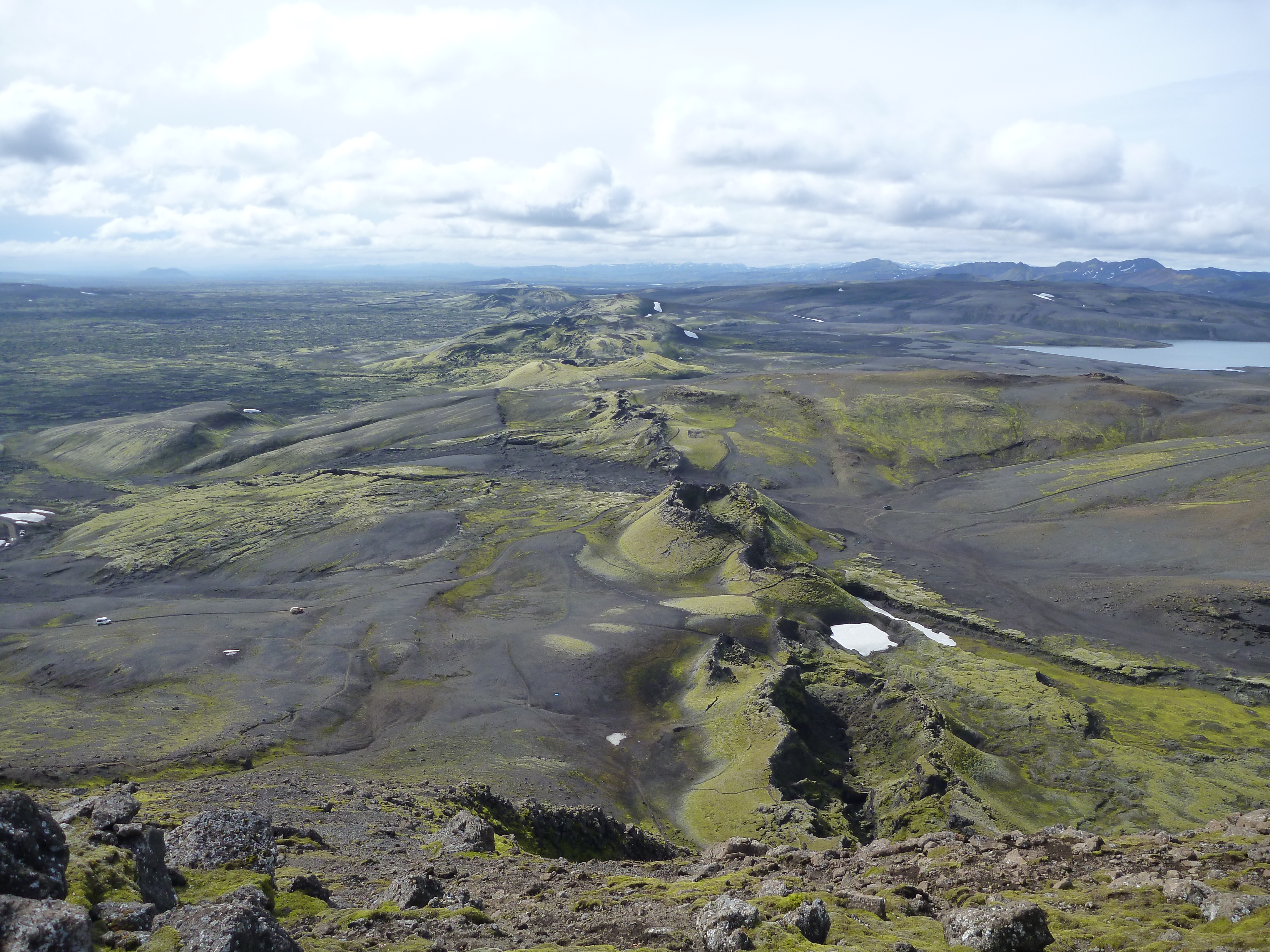
Kratrar till sprickvulkanen Laki.

En sprickvulkan är en vulkan som uppstår genom att lava tränger upp genom sprickor i marken och skapar en sjö av lava. Dessa vulkaner bildar ofta inte berg. Exempel är Laki och Hekla på Island.